# Косю (виноград)
Косю (яп. 甲州, англ. Koshu) — японский сорт винограда, используемый для производства белых вин.
Данный сорт винограда входит в восточно-азиатскую группу. Является одним из самых древних сортов. Впервые был описан в Японии в 1186 году. До середины XIX века использовался как столовый сорт. В настоящее время в абсолютном большинстве случаев это технический винный сорт во многих винодельческих регионах Японии (англ.). Косю высаживается в стране повсюду, кроме Хоккайдо. Существует разновидности белого, розового, чёрного цвета ягод. Косю — высокоурожайный сорт с крупными круглыми в классическом варианте розоватыми ягодами.